# Моравский филармонический оркестр
Моравский филармонический оркестр (чеш. Moravská filharmonie Olomouc) — чешский симфонический оркестр, базирующийся в Оломоуце. Основан в 1945 году.
Оркестр был создан сразу после освобождения Чехословакии от немецкой оккупации и дал первый концерт уже 26 мая 1945 года, исполнив симфоническую поэму Бедржиха Сметаны «Моя страна». Первый руководитель оркестра Далибор Доубек на протяжении предшествовавшего года возглавлял в городе любительский оркестр. В новый коллектив были собраны как музыканты из нескольких действовавших до этого в Оломоуце составов, так и приезжие исполнители (особенно из Ческе-Будеёвице). В сезон 1945—1946 гг. оркестр вступил с 52 музыкантами, а в его программе сочетались произведения Чайковского, Берлиоза, Дебюсси, Респиги, чешских композиторов. В последующее десятилетие чешский репертуар расширялся, а в международном репертуаре предпочтение отдавалось венской классике. В 1950 г. оркестр впервые принял участие в музыкальном фестивале «Пражская весна», в 1958 г. оркестр выехал на первые зарубежные гастроли в Польшу, годом позже совершил итальянское турне с четырьмя симфониями и пятью фортепианными концертами Людвига ван Бетховена (солист Ян Паненка). Свежий импульс развитию оркестра задал работавший в нём в 1963—1967 гг. вторым дирижёром Зденек Мацал (он, в частности, основал при оркестре камерный состав). При участии оркестра в Оломоуце с 1969 года проходит Международный органный фестиваль. В 1979 году оркестр записал свой первый диск (произведения Богуслава Мартину и Иши Крейчи).
Моравский Филармонический Оркестр регулярно гастролирует зарубежом по всему миру, в том числе и в Соединённых Штатах Америки, Германии, Австрии, Франции, Польше, Венгрии, Хорватии, Японии, Китае, Южной Корее.

## Главные дирижёры
- Далибор Доубек (1945—1946)
- Франтишек Ступка (1946—1956)
- Миливой Узелац (1956—1960)
- Яромир Ногейл (1960—1986)
- Станислав Мацура (1987—1993)
- Йиржи Микула (1993—1997)
- Цзинь Ван (1999—2000)
- Франтишек Прейслер (2002—2005)
- Петр Вронский (с 2005—2018)
- Якуб Клекер(2019—2022)
- Жолт Хамар (2022 — н. в.)